# Свято-Дмитрівська церква (Криничне)
Свято-Дмитрівська церква — культова споруда в селі Криничне, Болградського району Одеської області. Побудована у 1934 — 1938 роках, у 1986 році частково зруйнована. Протягом 1997 — 2008 храм відновлено в історичних параметрах та габаритах. Церква прийнята під охорону держави як пам'ятка архітектури місцевого значення.
Церква належить до Одеської єпархії Української православної церкви Московського Патріархату.
Адреса: вул. Мічуріна, 91-а.

## Історія
Село Криничне (до 1947 року — Чишма Варуіта) засновано 1813 року болгарськими переселенцями з північно-східної Болгарії з району поблизу міста Шумен.
Перші задокументовані відомості щодо організації церковного життя в Чешма-Варуїті датовані 1816 роком, коли у сусідньому селі Каракурт було збудовано церкву Різдва Богородиці, а жителі Чешма-Варуїти були приписані до цієї церкви.
Ймовірно у 1821 році в селі почав діяти молитовний будинок, а 1824 року болградським протоієреєм Стефаном Боряковським було закладено Свято-Георгієвську церкву в селі Чешма-Варуїта. Будівництво кам'яного храму тривало 2 роки, проте освячено його було лише у лютому 1831 року старшим благочинним церков Ізмаїльського повіту, керуючим Болградською протопопією протоієреєм Микитою Глізяном. Згідно клірових відомостей, 1830 року храм побудовано «тщанием указаного пономаря Димитрия Гагура и малою частию от прихожан. Зданием каменная (крепкая) с деревяною колокольнею. Престол в ней один во имя Святого Георгия. Утварью средственная».
У зв'язку зі збільшенням кількості парафіян 1850 року церкву реконструювали — будівлю розширено та «підвищено», дах перекритий залізом.
На початку ХХ століття технічний стан храму було визнано незадовільним, через що у червні 1903 року розпорядженням єпархіальної ради церкву було зачинено, а селянам доручено здійснити ремонт будівлі. Після ремонту, з 1 листопада 1903 року богослужіння у церкві відновилися, одночасно з цим від духовної консисторії отримано дозвіл на будівництво нової церкви. Проте, спочатку фінансові проблеми, пізніше початок Першої світової війни та розпад Російської імперії не дозволили розпочати нове будівництво.
Після аннексії Бессарабії Румунією у 1918 році, церковно-адміністративний устрій зазнав певних змін. Із порушенням канону Кишинівська єпархія було підпорядковано Румунській православній церкві (РуПЦ). У 1922 році Синодом РуПЦ створено єпископію Чєтатя-Албе — Ізмаїл, юрисдикція якої поширювалася на жудеци (повіти) Четатя-Албе, Ізмаїл та Кагул. Становище церкви зазнало змін. З одного боку церква розглядалась як інструмент виховання «патріотичного» та законослухняного населення, особливо молоді, яку зобов'язували бути присутньої на літургіях, обов'язковим стало викладання «Закону Божого» у школах. З іншого боку держава відібрала в церкви прерогативу реєстрації актів громадянського стану, передавши повноваження примарії. Відбулися зміни й в самому відправленні культу, зокрема богослужіння тепер можна було здійснювати лише румунською мовою. Також, з 1 квітня 1919 року Румунія перейшла на Григоріанський календар. Такі кардинальні зміни традиційного характеру повсякденності важко сприймалися болгарським населенням. Одним з наслідків цього стало поширення у міжвоєнний період альтернативних християнських віровчень, зокрема баптизму.
На початку 1930-х років знову постало питання про необхідність будівництва нової церкви. Підготовчі роботи було розпочато ще у 1927 році. Основним ідеологом будівництва став уродженець Криничного, депутат румунського парламенту Харлампій Метанов, який витратив багато зусиль і особистих коштів для реалізації проекту. Нову будівлю було зведено у 1933 — 1937 роках, освятили храм у 1938-у на честь святого Димитрія Басарабовського — болгарського святого, мощі якого зберігаються у кафедральному соборі Бухареста.
Після відновлення радянської влади у Бессарабії в серпні 1944 року, становище православної церкви ускладнилося. У 1945 році, через відсутність священика, богослужіння в храмі припинились. Відновилися у 1949-у.
На рубежі 1950-х — 1960-х-х років відповідно до низки постанов ЦК КПРС органами влади здійснювалися заходи із закриття культових споруд. У 1962 році церкву в Криничному було знято з обліку як культову споруду, ікони та церковні предмети передані до Спасо-Преображенського собору в Болграді, а будівлю передано на баланс сільської ради для використання у господарських потребах.
З нез'ясованих на даний момент причин, у 1986 році було прийнято рішення про знесення церкви, влітку 1986 року вибухівкою зруйновано дзвіницю (верхні яруси) та світловий барабан.

## Галерея
Архівні фото Свято-Дмитрівської церкви:

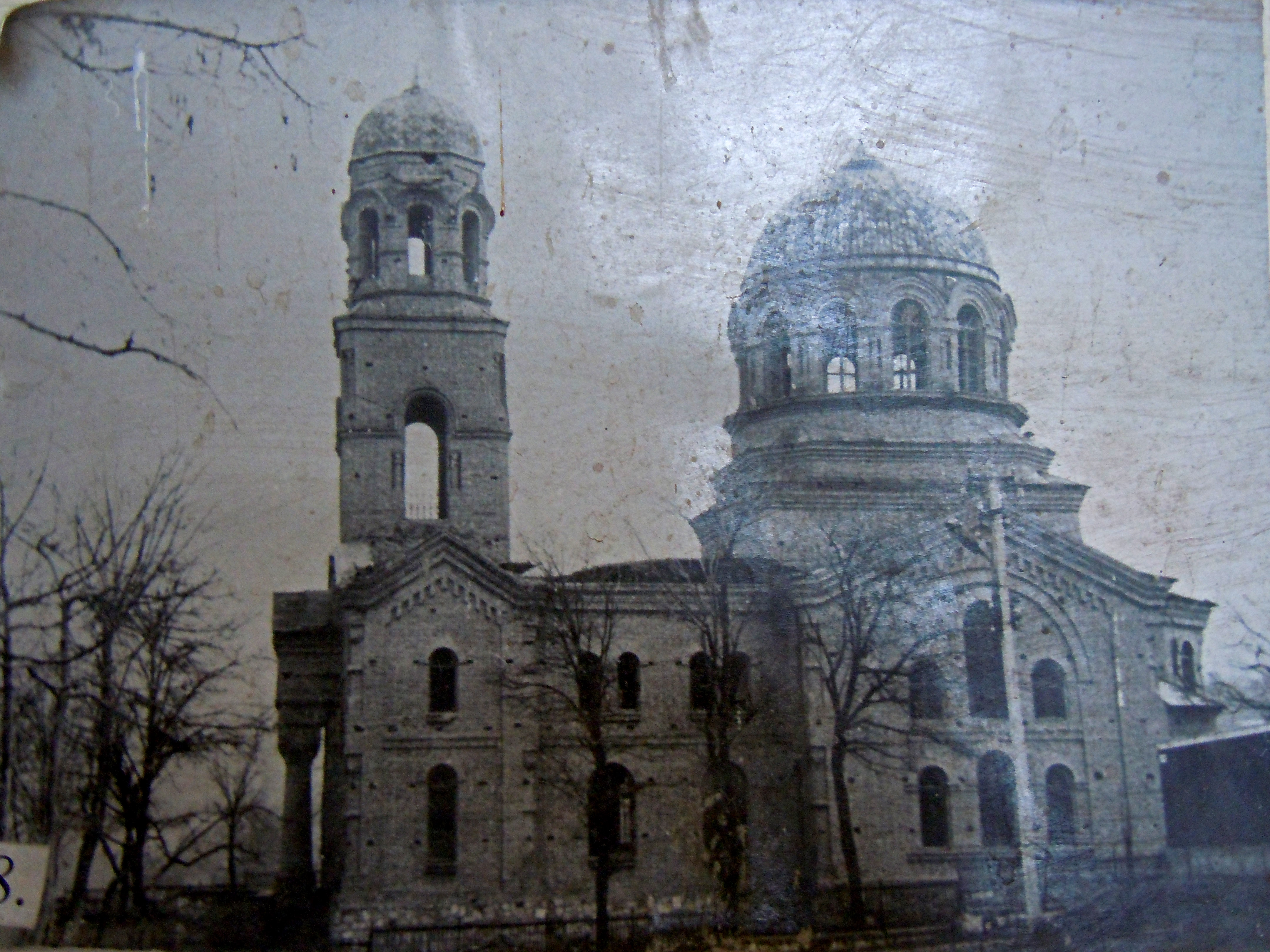
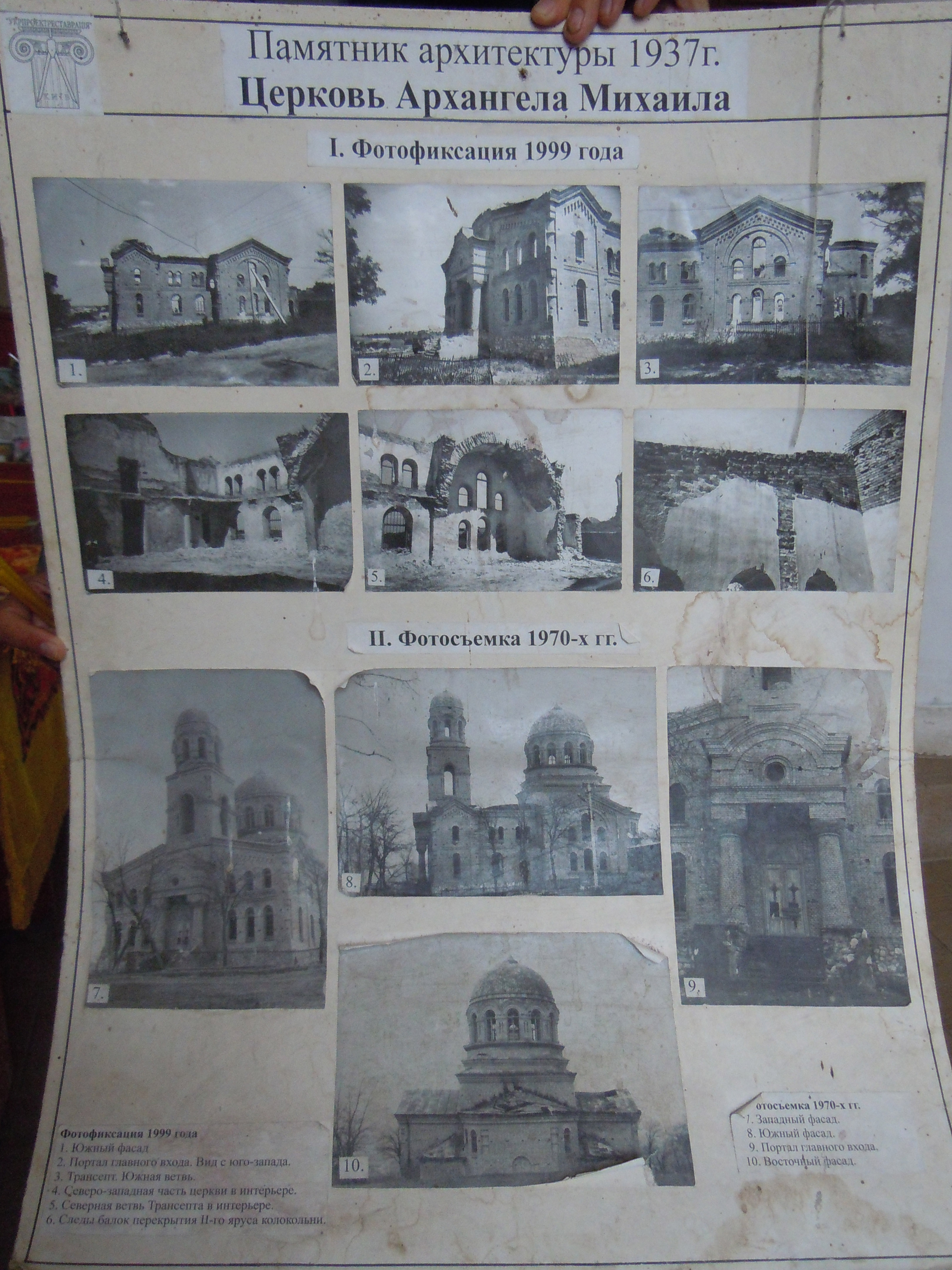
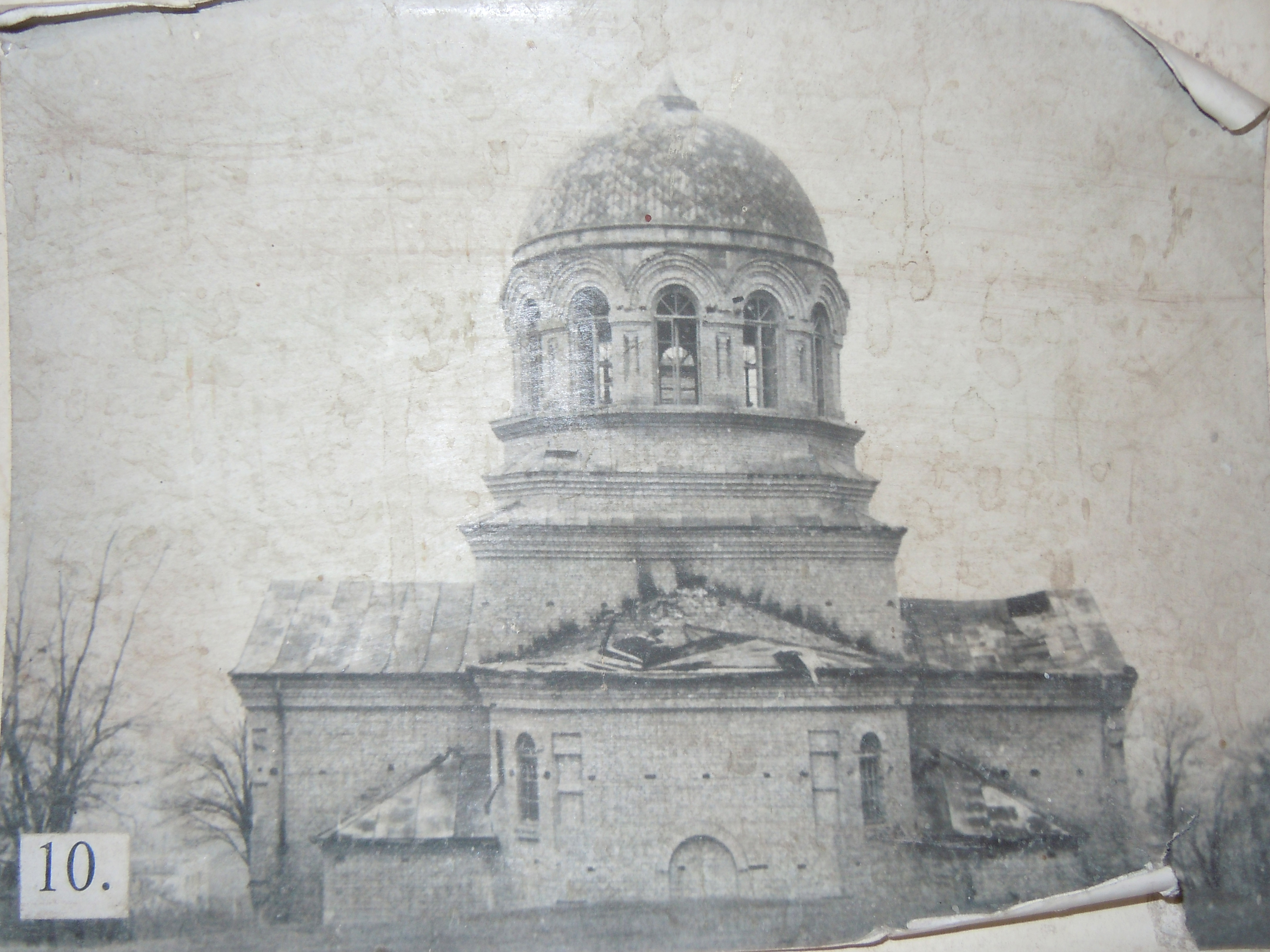
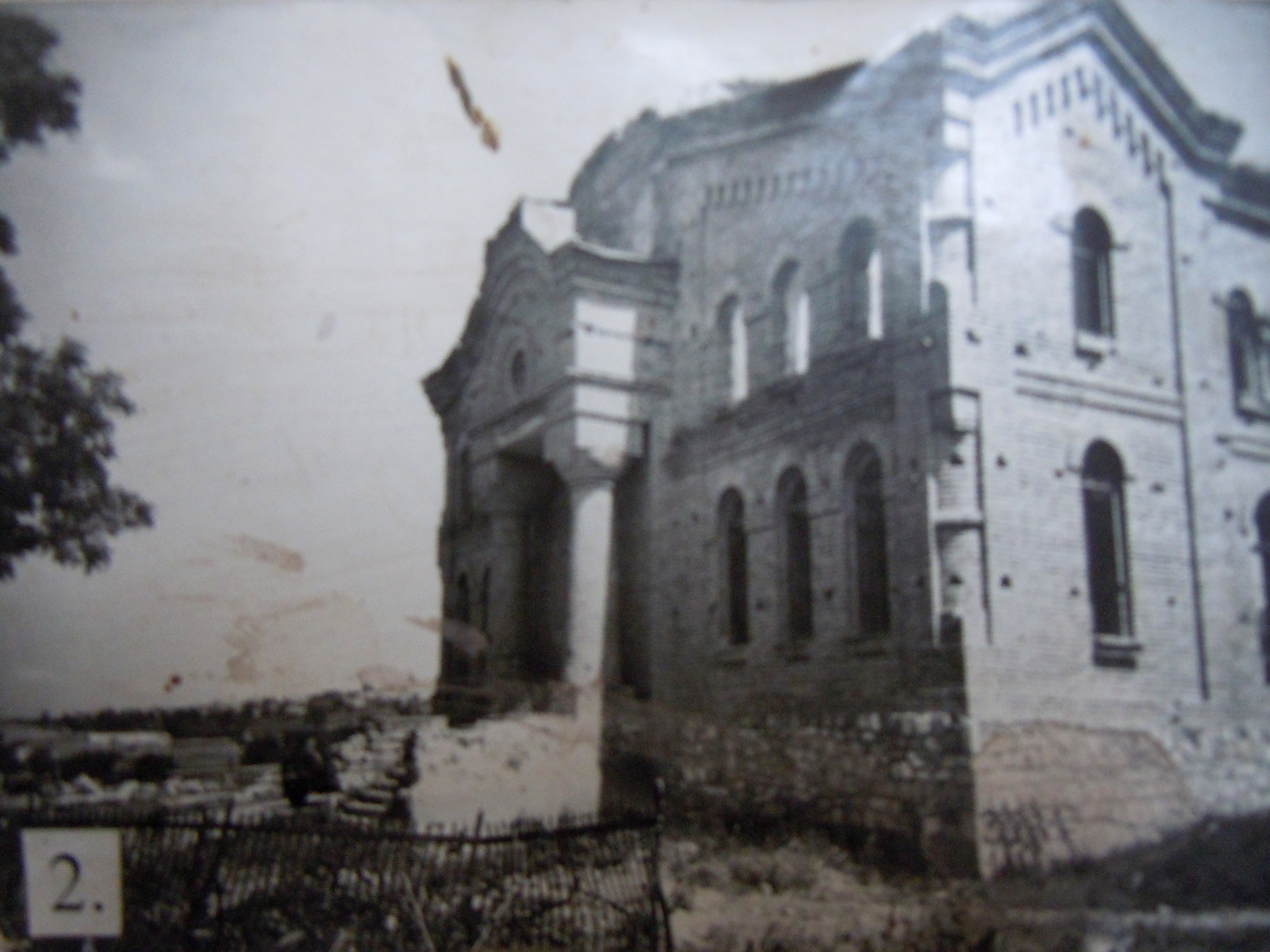

## Новітній період

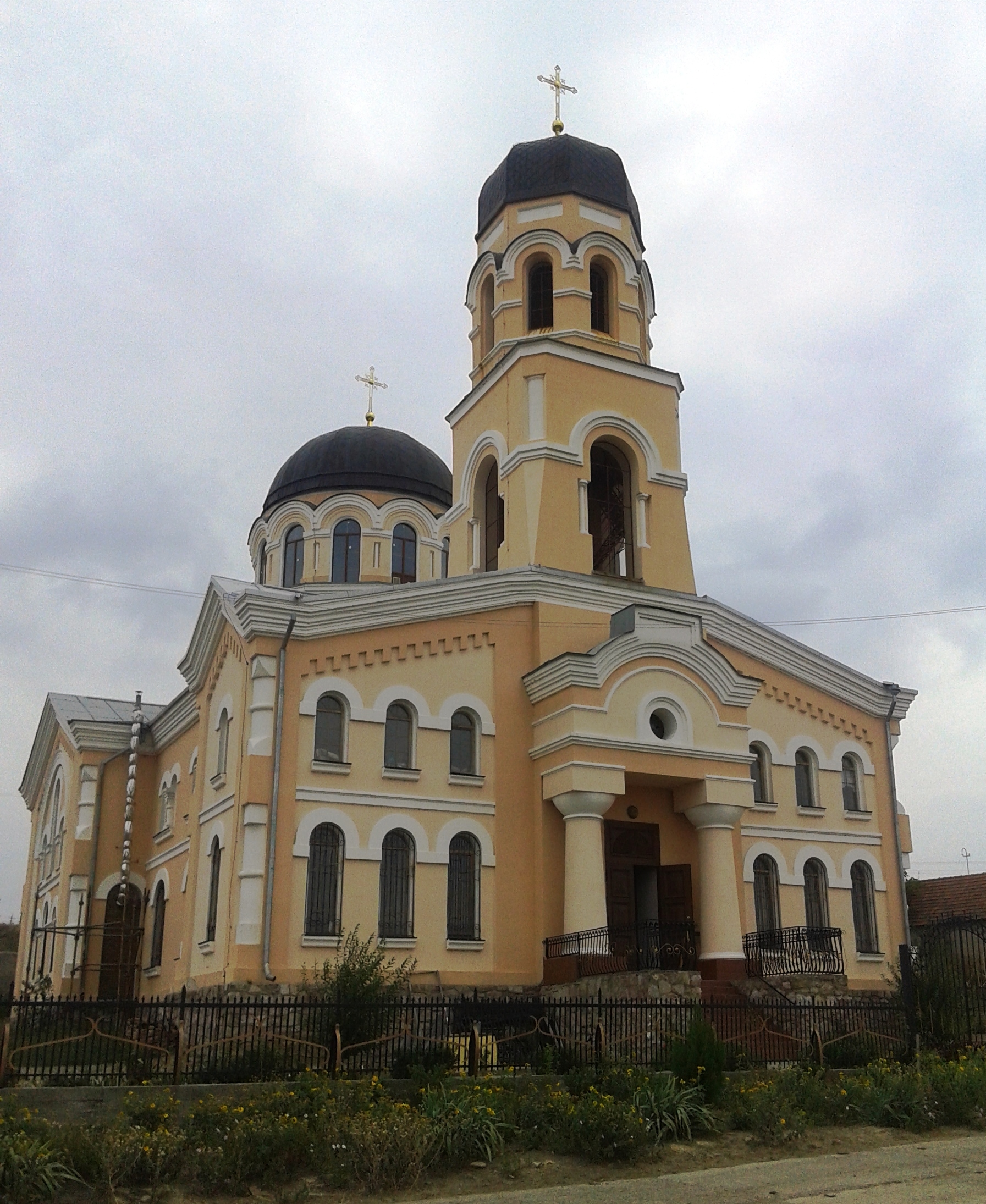
Сучасний вигляд

У квітні 1995 року у Криничному було створено релігійну громаду Свято-Георгієвської церкви, згодом Рішенням виконавчого комітету Криничанської сільської ради релігійній громаді передано залишки культової споруди та земельну ділянку для реконструкції колишньої церкви. Роботи розпочалися за настоятеля о. Василя Шкімбове, та закінчилися у 1997 році, коли було розчищено будівлю церкви та прилеглої території від будівельного сміття, яке утворилося внаслідок вибуху. Роботи з відновлення та будівництву підірваного храму стали можливі завдяки підтримці Івана Плачкова у 2002 році. Проект з відновлення було розроблено Укрпроектреставрацією, роботи тривали протягом 2002 — 2008 років.
Наступним етапом періоду 2008 — 2012 років стали роботи з благоустрою внутрішнього інтер’єру, які проводилися за рахунок коштів зібраних мешканцями села. Богослужіння було відновлено до Великодня 2009 року. Участь у відновленні храма з 2012 року бере Громадська організація «Центр розвитку Бессарабії» (засновник — меценат Віктор Куртєв). Наразі завершені роботи з благоустрою внутрішнього інтер’єру храму, зроблені підлоги та розпочато розпис. За основу взяті кращі зразки живопису Віктора Васнецова, Микола Піскарьов, Олександра Іванова та інших. Для іконостасу вівтарної частини написані 29 ікон із використанням сухозлітного золота.
У 2012 році храм було освячено та в ньому відновились богослужіння. Станом на 2018 рік тривають внутрішні оздоблювальні роботи (розпис інтер'єрів).
До дня пам’яті святого великомученика Димитрія Солунського, 8 листопада 2019 року, митрополит Одеський та Ізмаїльський Агафангел звершив чин великого освячення Свято-Димитріївського храму. Митрополиту Агафангелу співслужили єпископ Болградський Сергій, вікарій Одеської єпархії, намісник Свято-Миколаївського Ізмаїльського чоловічого монастиря архімандрит Аліпій (Цушко), настоятель храму протоієрей Роман Чернієнко та духовенство Болградського та Ізмаїльського благочинь.

## Розпис
Роботи з розписом Свято-Дмитрівської церкви розпочалися під керівництвом заслуженого художника України Сергія Швеця. В роботі були використані інноваційні знахідки у техніці письма, передачі стилю, індивідуалізації образів.
На стінах церкви втілена низка сюжетів вперше реалізованих з давніх ескізів. Зокрема, «Трійця» Віктора Васнецова, зображення якої пропрацював та втілив художник. Ескіз ікони «Зішестя в пекло» до того 84 роки пролежав у запасниках Третьяковської галереї.

## Хор «Чешме-Варуіта»
При церкві з 2007 року діє хор, який складається з 70 осіб, у тому числі 40 дітей. Духовно-творчий колектив створений та керований матінкою Ольгою (Ольгою Чернієнко). 
Хор «Чишма Варуіта» має виступи Україною, у тому числі на сценах Київського та Одеського оперних театрів. Є лауреатом всеукраїнських та міжнародних фестивалів. У 2015 році отримав звання «народного».